# Liberálisok és Demokraták Szövetsége Európáért
A Liberálisok és Demokraták Szövetsége Európáért (angolul Alliance of Liberals and Democrats for Europe, röviditve ALDE) egy európai szintű liberális pártcsoportosulás, amely magában foglalja az Liberálisok és Demokraták Szövetsége Európáért Pártot és az Európai Demokrata Pártot. Az ALDE politikai csoportokkal rendelkezik az Európai Parlamentben, az EU Régiók Bizottságában, az Európa Tanács Parlamenti Közgyűlésében és a NATO Parlamenti Közgyűlésében.